# 盧希梵兵營圍攻戰 (1746年)
1746年的盧希梵兵營圍攻戰發生於1746年2月10日—11日，屬1745年詹姆士黨叛亂。
1745年8月，詹姆士黨曾因小股政府軍抵抗而圍攻盧希梵兵營未果。然而詹姆士黨於1746年2月再次返回，並攜帶火炮圍攻，最終政府守軍選擇投降。政府軍投降後，詹姆士黨選擇火燒兵營，但損害應當是甚微，因為該兵營此後仍持續使用。